# Український інститут Америки

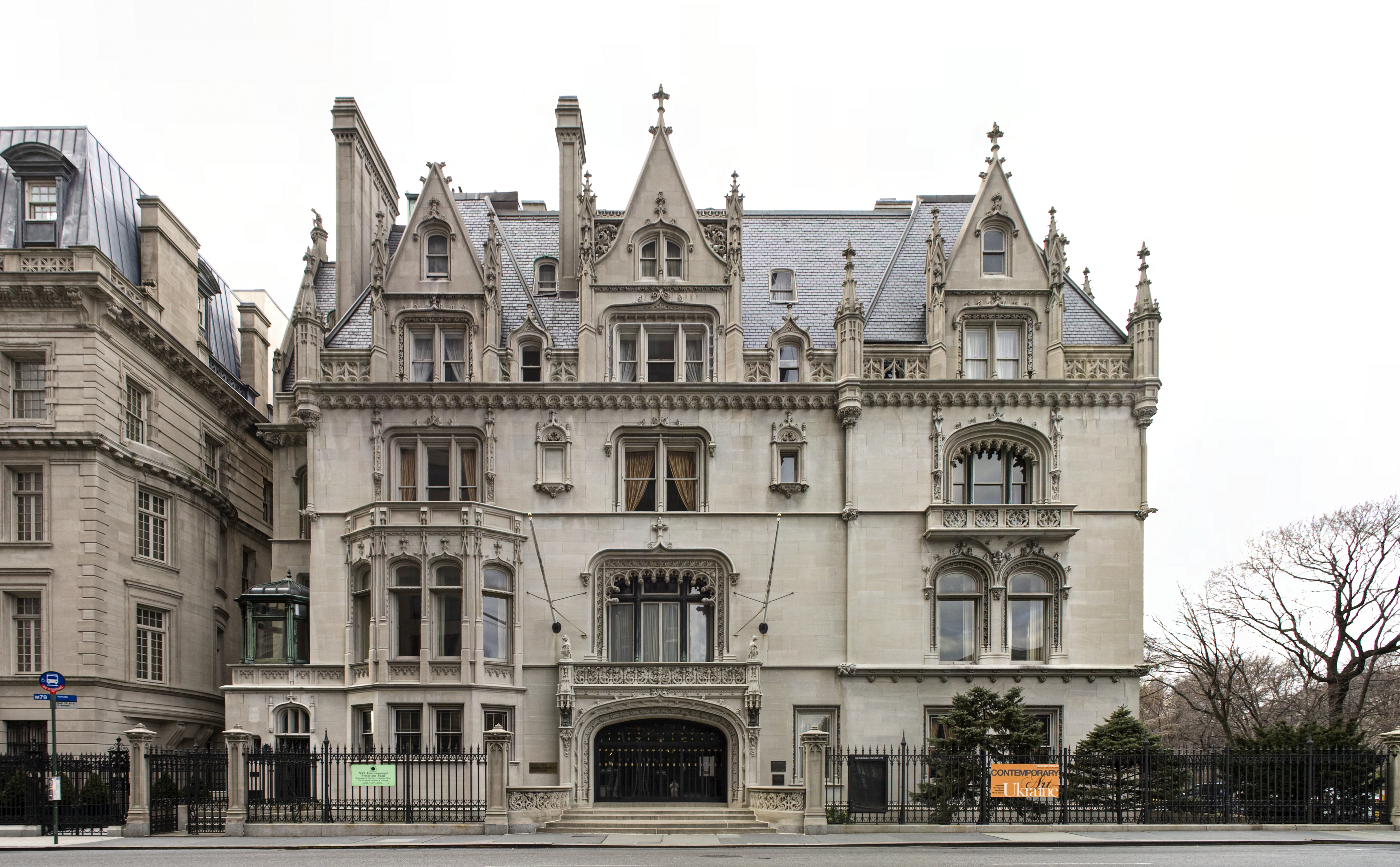
Будівля Українського Інституту Америки, вигляд з боку 79-ї вулиці

Украї́нський Інститу́т Аме́рики, (англ. Ukrainian Institute of America, UIA) — культурна установа українців у США, заснована 1948 українським винахідником, бізнесменом і філантропом Володимиром Джусом, від 1955 міститься у купленому ним у Нью-Йорку палаці Авґуста та Анни ван Горн Стайвезент, який належить до національних історичних пам'яток США. Будівля інституту має назву Harry F. Sinclair House, початково належала магнату та колекціонеру Ісааку Дадлі Флетчеру.

## Опис

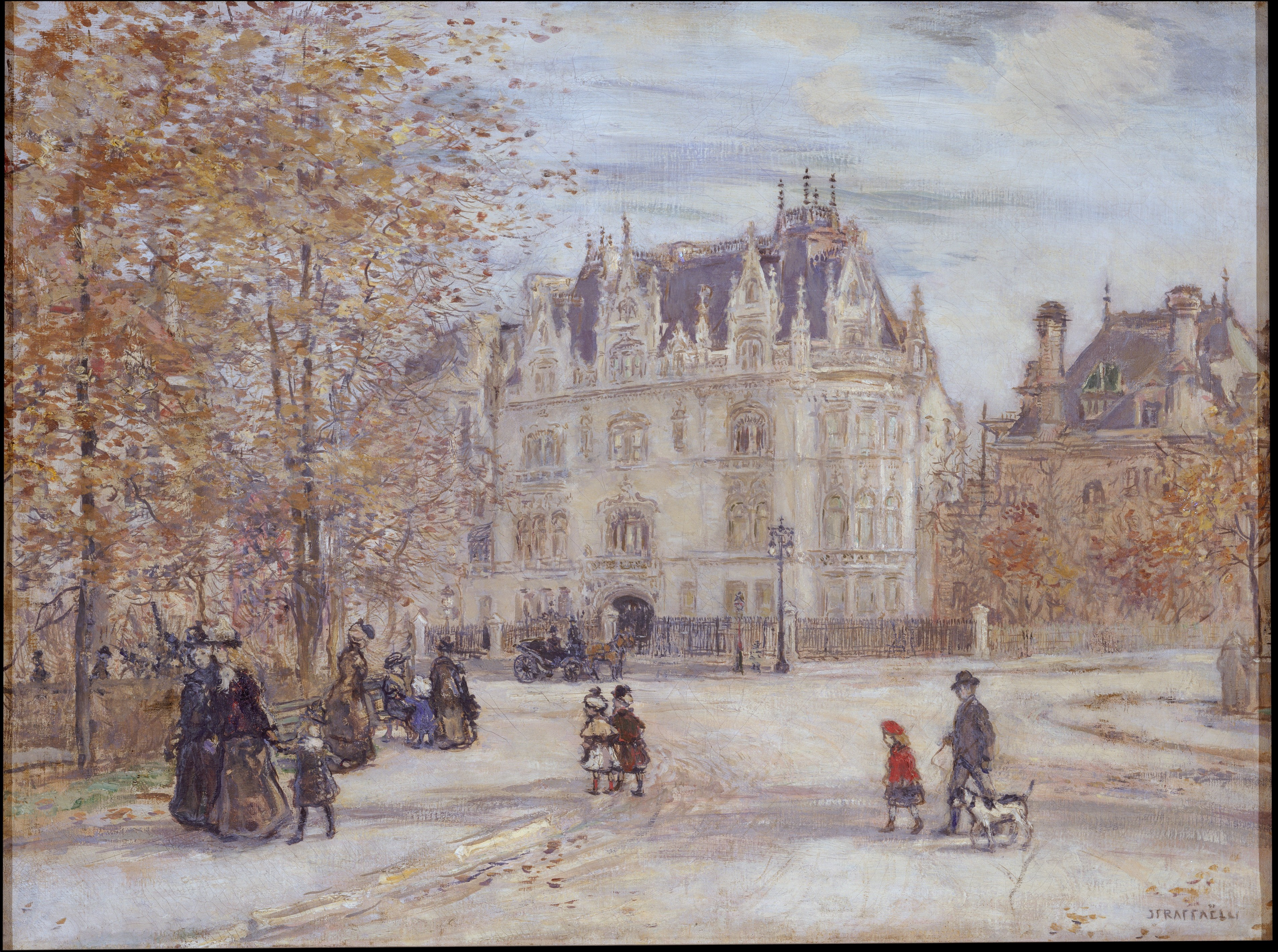
Маєток Флетчера. 1899. Музей мистецтва Метрополітен.

Згідно зі статутом Інститут є осередком збереження творів української культури (мистецтва, літератури, музики, народної творчості), допомоги студіюючій молоді та українцям, що селяться в США, зокрема винахідникам. Інститут розбудовує зв'язки з культурними колами американського світу, влаштовує мистецькі виставки, наукові з'їзди, концерти, літературні вечори, доповіді, товариські зустрічі.
У ньому зберігаються твори Олександра Архипенка, Олексія Грищенка, Григорія Крука та ін., а також колекції музейних експонатів (церковні ризи, ікони, рукописи, патенти українських винахідників).
Президентом Інституту є син засновника Володимира Джуса — Теодор Джус. Довголітнім адміністратором був Юліян Ревай. Інститут має понад 200 членів, головно діячів культури, у тому числі чимало осіб молодшого покоління.
Будинок Українського Інституту Америки, як історична та мистецька споруда (внесена до реєстру національних історичних пам'яток США червня 1978 року), перебуває під охороною держави.
Людина року — почесне звання «Людина року» Українського Інституту Америки.